# 恒河宫河坛
恒河宫河坛（Ganga Mahal Ghat，印地语：गंगा महल घाट）是印度瓦拉纳西恒河岸边的主要河坛之一。由纳拉扬王朝建于公元1830年，它位于阿西河坛以北100米，最初是作为对阿西河坛的延伸。

## 历史
1830年，纳拉扬王朝在瓦拉纳西恒河岸边建造了一座宫殿，称为恒河宫（Ganga Mahal）。宫殿所在的河坛便命名为恒河宫河坛。阿西河坛和恒河宫河坛之间以石阶分隔成两个河坛。这个宫殿现在作为教育机构使用。一楼用作“加拿大世界扫盲计划”，而上层 则由卡尔斯塔德大学组织的“印尼 - 瑞典研究中心”使用。